# Jüdischer Friedhof (Glessen)
Der Jüdische Friedhof Glessen lag bei Glessen, einem Stadtteil von Bergheim im Rhein-Erft-Kreis (Nordrhein-Westfalen).
Von dem jüdischen Friedhof ist heute nur noch eine extra eingezäunte Fläche zu sehen. Er wurde vom 18. Jahrhundert bis 1908 belegt. 